# Ryutaro Karube
Ryutaro Karube (født 19. december 1992) er en japansk fodboldspiller.
Han har spillet for flere forskellige klubber i sin karriere, herunder FC Gifu.